# Visitación Padilla
Visitación Padilla, född 1882, död 1960, var en var en honduransk pedagog och feministisk aktivist. Hon är känd för sin verksamhet inom rösträttsrörelsen.